# Al-Sadd
Al Sadd Sports Club is een voetbalclub uit de stad Doha in Qatar. De club werd opgericht op 21 oktober 1969. Het is de meest succesvolle club van Qatar. Al-Sadd speelt in de Qatar Stars League. De club boekte zowel nationale als internationale successen, wat de bijnaam Al Zaeem (De Baas) opleverde. Thuisstadion is het Jassim Bin Hamadstadion, dat 12.946 plaatsen heeft. Co Adriaanse en Leo van Veen en Xavi Hernández waren enige tijd trainer bij deze club.

## Sponsors
| Periode    | Kledingsponsor | Shirtsponsor  |
| ---------- | -------------- | ------------- |
|            | BURRDA         | Vodafone      |
| 2017–heden | Puma           | Qatar Airways |

## Erelijst
- Qatar Stars League

1972, 1974, 1979, 1980, 1981, 1987, 1988, 1989, 2000, 2004, 2006, 2013, 2019, 2021, 2022, 2024, 2025 (record)
- Emir of Qatar Cup

1975, 1977, 1982, 1985, 1986, 1988, 1991, 1994, 2000, 2001, 2003, 2005, 2007, 2014, 2015, 2017, 2020, 2021 (record)
- Qatar Crown Prince Cup

1998, 2003, 2006, 2007, 2008, 2017, 2020, 2021 (record)
- Qatar Sheikh Jassem Cup

1978, 1979, 1980, 1982, 1986, 1987, 1989, 1991, 1998, 2000, 2002, 2007, 2014, 2017, 2019 (record)
- Qatari Stars Cup

2010, 2019
- Asian Club Championship / AFC Champions League

1989, 2011
- GCC Champions League

1991
- Arab Club Champions Cup

2001

## Bekende (oud-)spelers
- Raúl
- Ali Daei
- Victor Ikpeba
- Abédi Pelé
- José Clayton
- Romário
- Afonso Alves
- Mauro Zárate
- Carlos Tenorio
- Quincy Owusu-Abeyie
- Xavi Hernández
- Santi Cazorla

## Bekende (oud-)trainers
- Co Adriaanse
- Cosmin Olăroiu
- Émerson Leão
- Juan Manuel Lillo
- René Meulensteen
- Džemaludin Mušović
- Xavi Hernández